# Orgyia ramburii
Orgyia ramburii är en fjärilsart som beskrevs av Paul Mabille 1867. Orgyia ramburii ingår i släktet fjädertofsspinnare, och familjen tofsspinnare. Inga underarter finns listade i Catalogue of Life.